# Bob Dorough

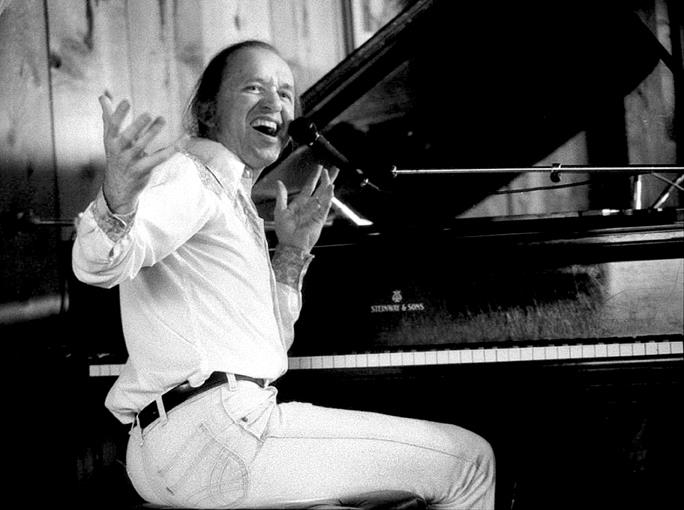
Bob Dorough, 1980er

Robert Lrod „Bob“ Dorough (* 12. Dezember 1923 in Cherry Hill, Arkansas; † 23. April 2018 in Mount Bethel, Pennsylvania) war ein US-amerikanischer Jazzsänger, Komponist und Pianist.

## Leben und Wirken
Dorough wurde im Bundesstaat Arkansas geboren, wuchs aber in Texas auf. Während des Zweiten Weltkrieges spielte er in einer Army Band; danach studierte er an der North Texas State University Komposition und Klavierspiel. Um 1950 ging er nach New York und spielte am Times Square in einem Stepptanzstudio Klavier, wo er den Boxer Sugar Ray Robinson kennenlernte, der vorübergehend aus dem Boxgeschäft ausgestiegen war und an einer Tanzrevue arbeitete. Dorough wurde dort eingestellt und fungierte später auch als der musikalische Direktor der Show; mit der Revue zog er durch verschiedene US-amerikanische Städte und auch nach Europa.
Dorough verließ Robinson und seine Gruppe in Paris, lebte dort von 1954 bis 1955 und nahm in dieser Zeit Musik mit der Sängerin Blossom Dearie auf. Dann kehrte er in die USA zurück und zog nach Los Angeles, wo er u. a. mit dem Komödianten Lenny Bruce zusammenarbeitete.
1956 nahm Dorough sein erstes Album unter eigenem Namen, Devil May Care, auf. Es enthielt u. a. eine gesungene Version der „Yardbird Suite“ von Charlie Parker.
Der Trompeter Miles Davis schätzte das Album; und als sein Label Columbia Records bei ihm 1962 anfragte, ob er ein Weihnachtslied aufnehmen würde, wandte er sich wegen des Textes und des Gesangsparts an Dorough.
Der Titel hieß „Blue Xmas“ und erschien zuerst auf der Columbia-Kompilation Jingle Bell Jazz.
So ist Dorough einem größeren Jazzpublikum vor allem als „Fußnote“ im Werk von Miles Davis in Erinnerung geblieben: Der Sänger interpretierte bei dieser Session im Jahr 1962 auch seine kurze Komposition Nothing Like You. Veröffentlicht wurde sie erst fünf Jahre später als letztes Stück des Miles Davis-Album „Sorcerer“ von 1967.
So gehört Doroughs Beitrag zu den seltenen Gesangsbegleitungen im Werk von Miles Davis.
Sein Titel „Comin' Home Baby,“, war in den USA 1962 ein „Top 40“-Hit für Mel Tormé. Mehrere Jahre arbeitete Dorough als Produzent mit Stu Scharf zusammen; sie produzierten mehrere Alben der Folkband Spanky and Our Gang.
Außer mit Miles Davis arbeitete er auch mit Allen Ginsberg zusammen. Sein Stil war von großem Einfluss auf Mose Allison und andere Sänger. In den USA errang er außerdem eine größere Bekanntheit durch seine Musik für Schoolhouse Rock!, eine Kinder-TV-Serie, die in den 1970er und 1980er Jahren auf dem Sender ABC ausgestrahlt wurde.
Zwischen 1985 und 1995 tourte er mehrere Male in Europa mit dem deutschen Jazzsaxophonisten Michael Hornstein, dem Bassisten Bill Takas und dem Schlagzeuger Fred Braceful.
Im Laufe seiner fünfzigjährigen Karriere hat Dorough unzählige Platten veröffentlicht; in den 1990er Jahren hatte er ein Comeback mit drei Alben bei Blue Note Records, mit Begleitern wie Joe Lovano, Phil Woods, Christian McBride, Billy Hart, Buddy Tate und Ray Drummond; sein letztes Album mit dem Titel „But For Now“ mit Michael Hornstein und Tony Marino erschien 2015 bei Enja Records.
Joachim Ernst Berendt und Günter Huismann äußern im „Jazzbuch“ zu Doroughs Vokalstil: „(…) er singt die Songs der großen Komponisten der amerikanischen Populärmusik mit der besonderen Intensität des zeitgenössischen Jazz“.

## Diskographische Hinweise
Alben unter eigenem Namen
- Bob Dorough Quintet: Devil May Care (Bethlehem, 1956)
- Bob Dorough/Bill Takes: Sing And Swing (Red, 1984)
- Right on My way Home (Blue Note, 1997)
- Too Much Coffee Man (Blue Note, 1998)
- Who's On First (Blue Note, 1999)
- Small Day Tomorrow (Candid, 2005)
- But For Now mit Michael Hornstein und Tony Marino, (Enja, 2015)

Alben als Gastsolist
- Buddy Banks/Bobby Jaspar: Jazz in Paris – Jazz de Chambre /(Emarcy, 1956) (Piano)
- Harold Danko: Alone but not Forgotten (Sunnyside, 1985/86)
- Miles Davis: Sorcerer (Columbia, 1967)
- Blossom Dearie: I'm Hip (Columbia)
- Sam Most: Bebop Revisited, Vol. 3 (Xanadu, 1953) (Piano)
- Sam Most: Sam Most Plays Bird, Bud, Monk and Miles (Bethlehem, Fresh Sound, 1957)
- John Zorn – Naked City: Grand Guignol (Avant, 1992)
- Michael Hornstein: Innocent Green (Enja, 1995)